# D'Mani Mellor
D'Mani Lucell Bughail-Mellor (sinh ngày 20 tháng 9 năm 2000) là một cầu thủ bóng đá chuyên nghiệp người Anh thi đấu ở vị trí tiền đạo cho Manchester United. Anh đã ra mắt đội 1 trong trận đấu tại Europa League với Astana vào ngày 28 tháng 11 năm 2019.

## Thống kê sự nghiệp
Tính đến ngày 4 tháng 12 năm 2019
| Câu lạc bộ            | Mùa giải            | Giải quốc gia       | Giải quốc gia | Giải quốc gia | Cúp FA | Cúp FA | League Cup | League Cup | Cúp châu Âu | Cúp châu Âu | Khác | Khác | Tổng cộng | Tổng cộng |
| Câu lạc bộ            | Mùa giải            | Giải                | Trận          | Bàn           | Trận   | Bàn    | Trận       | Bàn        | Trận        | Bàn         | Trận | Bàn  | Trận      | Bàn       |
| --------------------- | ------------------- | ------------------- | ------------- | ------------- | ------ | ------ | ---------- | ---------- | ----------- | ----------- | ---- | ---- | --------- | --------- |
| Manchester United U21 | 2019–20             | —                   | —             | —             | —      | —      | —          | —          | —           | —           | 3    | 0    | 3         | 0         |
| Manchester United     | 2019–20             | Premier League      | 0             | 0             | 0      | 0      | 0          | 0          | 1           | 0           | —    | —    | 1         | 0         |
| Tổng cộng sự nghiệp   | Tổng cộng sự nghiệp | Tổng cộng sự nghiệp | 0             | 0             | 0      | 0      | 0          | 0          | 1           | 0           | 3    | 0    | 4         | 0         |

1. ↑  Số trận tại EFL Trophy
2. ↑  Số trận tại UEFA Europa League